# Südamerikaspiele 2022/Ringen
Bei den Südamerikaspielen 2022 wurden vom 12. bis zum 14. Oktober 2022 in der paraguayischen Hauptstadt Asunción insgesamt 18 Wettbewerbe im Ringen ausgetragen. Es gab sechs Wettbewerbe für Frauen im Freistil, sechs Männer-Wettbewerbe im Freistil und sechs Wettbewerbe der Männer im griechisch-römischen Stil. Austragungsort der Wettkämpfe war die SND Arena.

## Medaillengewinner

### Männer Freistil
| Wettkampfklasse | Gold               | Silber             | Bronze             |
| --------------- | ------------------ | ------------------ | ------------------ |
| bis 57 kg       | Óscar Tigreros     | Pedro Mejías       | Enrique Herrera    |
| bis 65 kg       | Agustín Destribats | Wilfredo Rodríguez | Úber Cuero         |
| bis 65 kg       | Agustín Destribats | Wilfredo Rodríguez | Wilfredo López     |
| bis 74 kg       | Anthony Montero    | César Bordeaux     | Juan Sánchez       |
| bis 74 kg       | Anthony Montero    | César Bordeaux     | Ángel Cortés       |
| bis 86 kg       | Pedro Ceballos     | Carlos Angulo      | Giovanni Piazza    |
| bis 86 kg       | Pedro Ceballos     | Carlos Angulo      | Jorge Llano        |
| bis 97 kg       | Ricardo Báez       | Cristián Sarco     | Matías Uribe       |
| bis 125 kg      | José Daniel Díaz   | Catriel Muriel     | Guilherme Pradella |

### Männer Griechisch-Römisch
| Wettkampfklasse | Gold           | Silber         | Bronze                   |
| --------------- | -------------- | -------------- | ------------------------ |
| bis 60 kg       | Dicther Toro   | Jeremy Peralta | Raiber Rodríguez         |
| bis 67 kg       | Julián Horta   | Kenedy Pedrosa | Shalom Villegas          |
| bis 67 kg       | Julián Horta   | Kenedy Pedrosa | Cristóbal Torres         |
| bis 77 kg       | Jaír Cuero     | Joílson Júnior | Wuileixis Rivas          |
| bis 87 kg       | Luis Avendaño  | Pool Ambrosio  | Ronison Brandão Santiago |
| bis 97 kg       | Luillys Pérez  | Igor Alves     | Haner Ramírez            |
| bis 130 kg      | Yasmani Acosta | Brayan Loyo    | Rodolfo Waithe           |

### Frauen Freistil
| Wettkampfklasse | Gold                 | Silber            | Bronze             |
| --------------- | -------------------- | ----------------- | ------------------ |
| bis 50 kg       | Jacqueline Mollocana | Mariana Rojas     | Nathaly Herrera    |
| bis 53 kg       | Lucía Yépez          | Thalía Mallqui    | Betzabeth Argüello |
| bis 53 kg       | Lucía Yépez          | Thalía Mallqui    | Gracyenne Alves    |
| bis 57 kg       | Luisa Valverde       | Giullia Rodrigues | Yohelyn Valera     |
| bis 57 kg       | Luisa Valverde       | Giullia Rodrigues | Tatiana Hurtado    |
| bis 62 kg       | Laís Nunes           | Nathaly Grimán    | Andrea González    |
| bis 68 kg       | Soleymi Caraballo    | Thamires Machado  | Yanet Sovero       |
| bis 76 kg       | Génesis Reasco       | María Acosta      | Tatiana Rentería   |

## Medaillenspiegel
Ausrichter 
| Platz  | Land        | Gold | Silber | Bronze | Gesamt |
| ------ | ----------- | ---- | ------ | ------ | ------ |
| 01     | Venezuela   | 6    | 7      | 5      | 18     |
| 02     | Kolumbien   | 4    | 1      | 6      | 11     |
| 03     | Ecuador     | 4    | 1      | —      | 5      |
| 04     | Argentinien | 2    | 1      | 1      | 4      |
| 05     | Brasilien   | 1    | 6      | 4      | 11     |
| 06     | Chile       | 1    | —      | 2      | 3      |
| 07     | Peru        | —    | 2      | 3      | 5      |
| 08     | Panama      | —    | —      | 3      | 3      |
| Gesamt | Gesamt      | 18   | 18     | 24     | 60     |